# Diaphorus hainanensis
Diaphorus hainanensis är en tvåvingeart som beskrevs av Yang och Saigusa 2001. Diaphorus hainanensis ingår i släktet Diaphorus och familjen styltflugor.
Artens utbredningsområde är Hainan (Kina). Inga underarter finns listade i Catalogue of Life.